# 福島県道386号岳温泉線
福島県道386号岳温泉線（ふくしまけんどう386ごう だけおんせんせん）は、福島県二本松市を通る一般県道である。

## 路線概要
- 起点：福島県二本松市岳温泉一丁目（国道459号交点）
- 終点：福島県二本松市永田字長坂（あだたら高原スキー場）
- 総延長：5.642km[1]
  - 実延長：総延長に同じ
- 路線認定年月日：1993年4月1日[2]

もともとは「二本松岳温泉線」として二本松市街地から路線指定されていたが、1993年4月1日から一部区間が国道459号に指定されたことにより現在の岳温泉の温泉街で国道459号から分岐する路線として新たに指定された。途中福島県道380号岳温泉大玉線と分岐してあだたら高原スキー場・奥岳登山口へ至る全長約5.6kmの路線である。安達太良山登山やスキー場へ向かう観光客を輸送する路線であるとともに、岳温泉の温泉街のメインストリートとして機能しており、道路中央に水路が整備され沿線には土産物屋や宿が軒を連ねる。山間の急勾配路であるために、1999年（平成11年）12月22日に温泉街区間にロードヒーティングが施工され供用された。

## 通過する自治体
- 福島県
  - 二本松市

## 接続・交差する道路
- 国道459号（福島県道30号本宮土湯温泉線重複（岳温泉一丁目 起点）
- 福島県道380号岳温泉大玉線（永田字長坂）

## 沿線
- 岳温泉
  - 温泉神社
- 岳泉寺
- 二本松青年海外協力隊訓練所
- あだたら高原スキー場・安達太良山奥岳登山口